# Minik Dahl Høegh
Minik Dahl Høegh (ur. 4 maja 1985 w Nuuk) – grenlandzki piłkarz ręczny, reprezentant kraju, gra na pozycji lewego rozgrywającego. Obecnie jest graczem Ajaxu Kopenhaga.
Minik zaczął grać w piłkę ręczną w wieku 17 lat. W 2008 roku podpisał kontrakt z duńską drużyną GOG.
Prywatnie jest w związku z piosenkarką Julie Berthelsen. Ich dzieci nazywają się Sia Star Dahl Høegh i Casper Nanoq Dahl Høegh.

## Nagrody indywidualne
- Król strzelców Mistrzostw Ameryki:[2]
  - 2012, 2016
- Najlepszy lewy rozgrywający Mistrzostw Ameryki:
  - 2012, 2016
- MVP Mistrzostw Ameryki:
  - 2016